# Karl Borromäus von Miltitz
Karl Borromäus von Miltitz  (Dresden, 9 de novembre de 1780 - ibídem, 19 de gener de 1845) fou un literat i compositor musical.

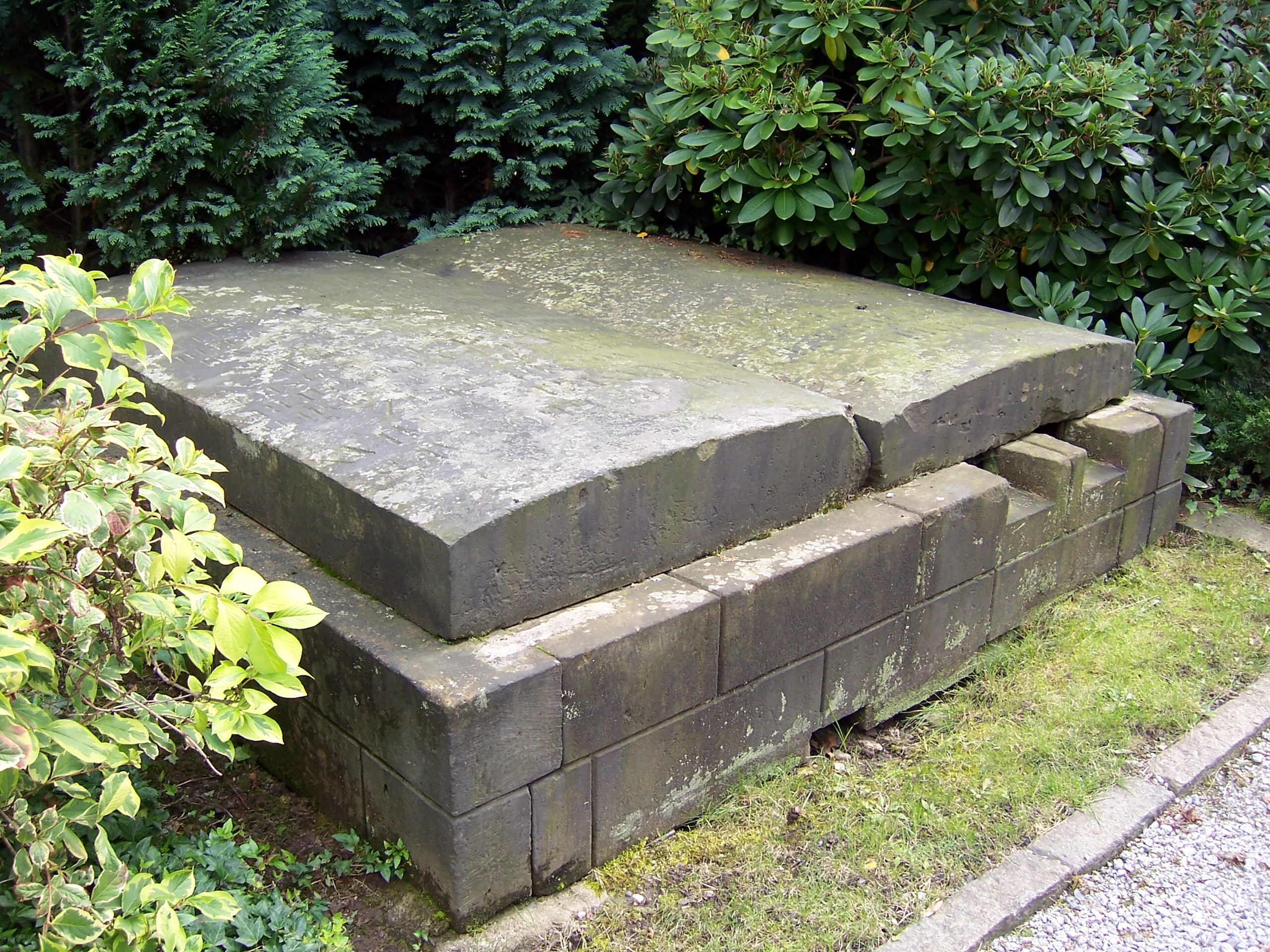
Tomba del compositor Miltitz, al cementiri catòlic de Dresden

Abraçà la carrera militar sense deixar els estudis literaris i musicals, pels que sentia molta afició. Durant els cinc anys que va romandre de guarnició a Dresden es perfeccionà en la composició, i el 1811 demanà el retir de la milícia, però en esclatar la guerra l'any següent fou causa que hagués de retornar al servei actiu de les armes.
Més tard va poder va poder rebre noves lliçons de composició musical amb Weinlig, i el 1820 passà a Itàlia per a perfeccionar-se en l'art musical. Al retornar a Dresden el 1823 fou nomenat camarlenc del rei de Saxònia i cuidador del príncep reial.
Entre les seves composicions figuren: una missa solemne en sol menor, una obertura de concert, una altra obertura per al drama de Schiller La núvia de Messina, un stabat mater, un rèquiem, les òperes Saül, Alboin und Rosamund, i Czerni Georges; i diverses obres per a piano i cançons alemanyes que es publicaren a Meissen (ciutat de Saxònia) i a Leipzig.
A més, va escriure, diversos articles referents a l'art musical en les revistes Caecilia i Musikalische Zeiutung unes observacions sobre la situació de la música a Alemanya i Itàlia que aparegueren en les Orangenblüten (Leipzig, 1822-25), i Gesammelte Erzaklungen (Leipzig, 1825-28).